# Vojtvágása
Vojtvágása (1899-ig Vojtócz, szlovákul: Vojtovce, ukránul: Vityivci) község Szlovákiában, az Eperjesi kerületben, a Sztropkói járásban.

## Fekvése
Sztropkótól 6 km-re keletre, az Ondavai-dombság középső részén fekszik.

## Története
A falut soltész általi betelepítéssel alapították a német jog alapján a 14. század második felében. Első írásos említése 1408-ból származik „Votizhau” néven. Királyi birtok, majd a Perényi és Erdődy családé. 1569-től a sztropkói uradalomhoz tartozott. 1600-ban 6 jobbágyház állt a településen. 1715-ben 15, 1720-ban 8 adózó háztartása volt. A faluban malom is működött.
A 18. század végén Vályi András így ír róla: „VOJTÓCZ. Vojtovcze. Orosz falu Zemplén Várm. földes Ura G. Barkóczy Uraság, lakosai ó hitüek, fekszik n. k. Puczákhoz 1 1/2, d. Brusnyiczához 2, é. Sztropkóhoz 1 órányira; határja 3 nyomásbéli, rozsot, és zabot terem, földgye hegyes, és agyagos, szőleje nints, erdeje tsekély, piatza Sztropkón van.”
1828-ban 26 házában 205 lakos élt.
Fényes Elek 1851-ben kiadott geográfiai szótárában így ír a faluról: „Volytócz, Zemplén v. orosz f. Stropkó fil. 3 romai, 193 gör. kath., 6 zsidó lak.”
1900-ban 106 lakosa volt.
Borovszky Samu monográfiasorozatának Zemplén vármegyét tárgyaló része szerint: „Vojtvágása, előbb Vojtócz, ruthén kisközség. Csupán 22 háza és 106 gör. kath. vallású lakosa van. Postája és távírója Sztropkó, vasúti állomása Mezőlaborcz. Már a XIII. században szerepel. Német irtványos telep volt Votizhau néven. Előbb királyi kamarai birtok, azután Perényi Gábor lett az ura. 1569-ben Pethő János kapott rá királyi adományt s ettől kezdve a sztropkói uradalomhoz tartozott. Újabbkori urai a Barkóczyak lettek, de most nincs nagyobb birtokosa. Még 1548-ban is, a mikor Erdődy Pétert iktatták birtokába, Vojtholcz néven van említve. Gör. kath. temploma 1846-ban épült.”
A trianoni diktátumig Zemplén vármegye Sztropkói járásához tartozott.

## Népessége
| Év:            | 1994. | 2004.   | 2014.    | 2024.   |
| -------------- | ----- | ------- | -------- | ------- |
| Emberek száma: | 130   | 121     | 107      | 102     |
| Eltérés:       |       | -6,92 % | -11,57 % | -4,67 % |

| Év:            | 2023. | 2024.   |
| -------------- | ----- | ------- |
| Emberek száma: | 101   | 102     |
| Eltérés:       |       | +0,99 % |

1910-ben 94, túlnyomórészt ruszin lakosa volt.

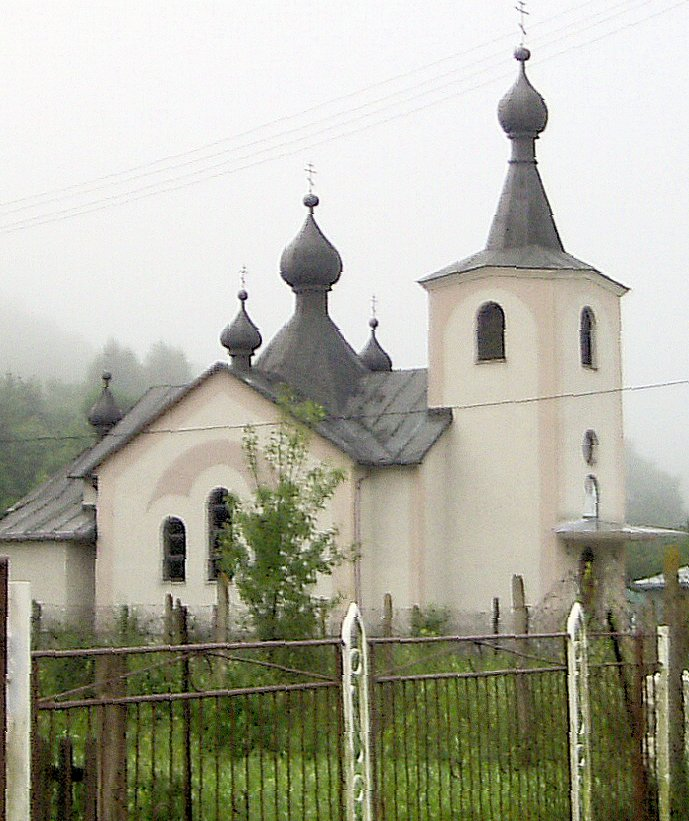
A község görögkatolikus temploma

2001-ben 116 lakosából 74 szlovák, 32  ruszin és 8 ukrán volt.
2011-ben 114 lakosából 70 szlovák, 30 ruszin és 6 ukrán.

## Nevezetességei
Görögkatolikus temploma 1846-ban épült.